# Belleville (Deux-Sèvres)
Belleville è un comune francese di 118 abitanti situato nel dipartimento delle Deux-Sèvres nella regione della Nuova Aquitania.

## Società

### Evoluzione demografica
Abitanti censiti